# 中日围棋擂台赛
中日围棋擂台赛，是中国和日本之间的一项传统围棋赛事，创办于1984年，结束于1996年，共举办十一届。擂台赛全程由中国棋院和日本棋院主办，NEC公司提供赞助。比赛在中国举行时采用中国规则，在日本举行时采用日本规则，在全部十一届比赛中，中国队获胜7次，日本队取胜4次。中日围棋擂台赛对中国围棋的振兴发挥了重要作用，并催生了围棋世界比赛，围棋从此开始真正的国际化。擂台赛于1997年停办，NEC公司改为赞助同时举行的中日两国NEC杯围棋赛冠军三番棋对抗赛、女子对抗赛和新秀对抗赛。 

## 概述
擂台赛之前，中日之间的传统围棋交流比赛为从1960年开始举办的中日围棋对抗赛。中方一开始完全无法招架，后来成绩就越来越好。到1984年，日本电气公司（NEC）着手准备赞助一个更高层级的中日交流赛。日本方面命名为“日中超级赛”，中国方面看到比赛方案后，命名为“中日擂台赛”。
第一届擂台赛开赛时，连中方也不认为己方会赢。日方的预测则是比赛最多到石田章那里就会结束，石田后面的三位超一流棋手只是挂名而已。却没有想到中方第二位出场的江铸久就连胜5场，直接请出了小林光一。江铸久成为第一位擂台英雄。
以前的中日对抗赛，中方也赢过日本超一流棋手。但擂台赛的赛制不一样。是故小林光一出战前，与日本队的后面两位棋手加藤正夫、藤泽秀行相约发誓，如果输掉本届比赛，三人就剃发谢罪（此誓言后来果然兑现）。小林出战后，不负超一流的盛名，连胜6局，直抵中方主帅聂卫平阵前。小林连胜期间，中国中央电视台在其最重要的节目《新闻联播》中对每一局的结果都做了及时报导，使得擂台赛在中国成为万众瞩目的赛事，围棋的影响力由此极大提升。不过，小林赢的6局也并非一帆风顺：刘小光是在大优形势下一再出错最后输了1/4子，钱宇平更是胜局认输。
与小林光一的这盘棋，是聂卫平自认毕生最重要的几局棋之一。聂的赛前准备极为详密，然而对局进程中还是一度陷入绝境。但关键时刻，小林也没有下对，聂卫平最终涉险过关。小林回忆，这盘输掉之后，感觉精神都要错乱了。
之后与加藤的这盘，聂卫平打出了名手，取得完胜。聂再胜日方主帅藤泽秀行，这样中方便赢下了第一届擂台赛。这在当时被视为奇迹。这个比赛日本方面本来只打算举办一届，但中国队的胜利使得比赛得以一届一届地办下去。
第二届擂台赛，由于小林觉的五连胜，当聂卫平出场时面临着以一敌五的局面。此时有报导称，聂卫平认为中国队取胜的可能性有50%。聂后来澄清说，他是说五盘棋每一盘的赢面有50%，这样五盘都赢下来的概率只有3%。随着聂卫平一盘一盘赢下去，3%最后变为100%，这就不仅是奇迹，而简直是神话了。而且这些比赛都得到中国官方媒体的详细报导，于是中国的围棋热持续高涨。这对于围棋的发展影响极为深远。
前两届擂台赛，聂先后战胜了小林光一、加藤正夫、武宫正树、大竹英雄，而“六超”中的林海峰和赵治勋不是日本籍，没有在擂台赛出场，这就等于说聂卫平把所有日本超一流赢了个遍，自此公认聂的棋力已达到超一流。
第三届擂台赛，先有刘小光的4连胜，后有山城宏的5连胜，最后阶段是中国马晓春、聂卫平对阵日本山城宏、武宫正树、加藤正夫。马晓春是当时中国公认的仅次于聂卫平的二号人物，而他在前四届擂台赛中出场时面对的都是已经5连胜的对手。马晓春赢了其中的小林觉、山城宏，而输给了小林光一、依田纪基。第三届擂台赛中，马晓春之后又挫败武宫正树，被认为棋力已取得长足进步。随后，聂卫平再次战胜加藤正夫，这样前三届擂台赛中方全胜。聂卫平因其在擂台赛上的9连胜而被中国围棋协会于1988年3月26日授予“棋圣”称号，这是围棋史上唯一由官方机构授予的“棋圣”称号。
第四届擂台赛，日本队先锋依田纪基连下6城，之后聂卫平虽然阻止了依田，又赢了淡路修三，却在大优下发生误算输给羽根泰正，这样最终中国队以2比7输掉了本届比赛，而聂卫平的跨届连胜纪录定格在四届共11连胜。不过第五届擂台赛中国队以8比3扳回。第六、七届赛况胶着，最后中国队都输掉。第八届中国队又以大比分输掉。这样前8届擂台赛双方战成4比4平。
第九届擂台赛，曹大元发挥出色，中国队胜出。第十、十一届则基本成了常昊的表演赛。常昊也成为擂台赛的终结者。从1997年开始，NEC把这个比赛改为一年一度的中日3对3对抗赛，一直到2001年停办。

### 影响
日本长期以围棋王国自居，对外交流从来采取俯视的姿态。前三届擂台赛的结果说明中国围棋至少在高度上已可与日本围棋比肩。世界围棋赛的创办就此提到日程上来。台湾实业家应昌期于1987年8月宣布筹办应氏杯，并说：“这个比赛就是为聂先生办的。”日本则抢在应氏杯前面推出了富士通杯，是为第一个世界职业围棋锦标赛。第一届富士通杯期间，韩国棋手张斗轸到中国棋手的酒店房间，对中国棋手鞠个躬，说声“谢谢！”便转身走了。把中国代表团弄得莫名其妙。猜测张的意思是：正是由于中国队屡次在擂台赛获胜，围棋才迎来其“国际元年”，他才有机会代表韩国参加世界比赛。
第一届富士通杯武宫正树获冠军，成为史上第一个围棋世界冠军。聂卫平名列第三。第一届应氏杯于次年(1989年)决出冠军曹薰铉，聂卫平获亚军。只身代表韩国参赛的曹薰铉的夺冠，在韩国掀起了围棋热。这与擂台赛在中国掀起围棋热很相似。聂卫平因擂台赛的战绩而被授予“棋圣”，曹薰铉则因首届应氏杯夺冠而被韩国棋迷称为“围棋皇帝”。数年之后，特别是在曹薰铉弟子李昌镐崛起之后，韩国成为世界大赛中夺冠最频繁的国家，直到2000年代中期。1990年代，韩国还陆续创办了几个世界围棋大赛，围棋至此完全国际化，而此时距离1985年首届中日擂台赛结束不过十年时间。
1999年，中国围棋甲级联赛创办，20年后已成为中国最重要的围棋赛。而围甲的各支参赛队伍的赞助人多为“擂台赛世代”的棋迷。

### 团队阵容
每届团队阵容以棋手出场顺序排列，首次入选各自代表队的棋手添加内链，浅绿背景表示棋手在当届比赛中未出场，金色背景表示该棋手是当届比赛的终结者。
| 届·年    | 中国 7次获胜                                                          | 日本 4次获胜                                                                         |
| -------- | --------------------------------------------------------------------- | ------------------------------------------------------------------------------------ |
| 1·84-85  | 汪见虹· 江铸久· 邵震中· 钱宇平· 曹大元· 刘小光· 马晓春· 聂卫平        | 依田纪基· 小林觉· 淡路修三· 片冈聪· 石田章· 小林光一· 加藤正夫· 藤泽秀行             |
| 2·86-87  | 芮迺伟· 张 璇· 钱宇平· 邵震中· 曹大元· 江铸久· 刘小光· 马晓春· 聂卫平 | 楠光子· 森田道博· 今村俊也· 小林觉· 片冈聪· 山城宏· 酒井猛· 武宫正树· 大竹英雄       |
| 3·87-88  | 杨 晖· 刘小光· 王 群· 钱宇平· 芮迺伟· 江铸久· 曹大元· 马晓春· 聂卫平  | 小川诚子· 宫泽吾朗· 石井邦生· 小林觉· 工藤纪夫· 大平修三· 山城宏· 武宫正树· 加藤正夫 |
| 4·1988   | 俞 斌· 陈临新· 王 群· 刘小光· 江铸久· 马晓春· 聂卫平                  | 依田纪基· 淡路修三· 羽根泰正· 白石裕· 大平修三· 山城宏· 武宫正树                     |
| 5·89-90  | 杨士海· 张文东· 俞 斌· 钱宇平· 江铸久· 刘小光· 马晓春· 聂卫平         | 依田纪基· 苑田勇一· 羽根泰正· 大平修三· 山城宏· 石田芳夫· 坂田荣男· 武宫正树         |
| 6·91-92  | 郑 弘· 廖桂永· 梁伟棠· 张文东· 陈临新· 俞 斌· 刘小光· 聂卫平          | 小松英树· 小县真树· 依田纪基· 片冈聪· 淡路修三· 小林觉· 羽根泰正· 加藤正夫           |
| 7·92-93  | 刘 菁· 吴肇毅· 郑 弘· 张文东· 俞 斌· 马晓春· 聂卫平                   | 小松英树· 依田纪基· 小林觉· 山城宏· 片冈聪· 淡路修三· 大竹英雄                       |
| 8·1993   | 周鹤洋· 邵炜刚· 汪见虹· 张文东· 陈临新· 马晓春· 聂卫平                | 加藤充志· 结城聪· 小松英树· 依田纪基· 淡路修三· 山城宏· 武宫正树                     |
| 9·1994   | 常 昊· 刘小光· 陈临新· 曹大元· 马晓春· 聂卫平                         | 山田规三生· 小松英树· 依田纪基· 山城宏· 片岗聪· 加藤正夫                             |
| 10·95-96 | 华学明· 常 昊· 俞 斌· 刘小光· 曹大元· 马晓春· 聂卫平                  | 加藤朋子· 三村智保· 森田道博· 柳时熏· 小林觉· 林海峰· 大竹英雄                       |
| 11·1996  | 丰 云· 王 磊· 常 昊· 张文东· 曹大元· 刘小光· 马晓春                   | 西田荣美· 羽根直树· 王立诚· 柳时熏· 依田纪基· 小林觉· 大竹英雄                       |

## 历届比赛

### 第一届
| 局次     | 时间           | 地点           | 获胜棋手 | 段位 | 失利棋手 | 段位     | 结果            |
| -------- | -------------- | -------------- | -------- | ---- | -------- | -------- | --------------- |
| 第一局   | 1984年10月6日  | 东京日本棋院   | 依田纪基 | 五段 | 汪见虹   | 六段     | 230手·白中盘胜  |
| 第二局   | 1984年10月26日 | 北京体育馆     | 江铸久   | 七段 | 依田纪基 | 五段     | 248手·白1¼子胜  |
| 第三局   | 1984年12月21日 | 箱根石叶亭宾馆 | 江铸久   | 七段 | 小林觉   | 八段     | 151手·黑中盘胜  |
| 第四局   | 1984年12月23日 | 东京日本棋院   | 江铸久   | 七段 | 淡路修三 | 九段     | 261手·白4目半胜 |
| 第五局   | 1985年2月6日   | 上海体育俱乐部 | 江铸久   | 七段 | 片冈聪   | 七段     | 169手·黑中盘胜  |
| 第六局   | 1985年3月10日  | 东京日本棋院   | 江铸久   | 七段 | 石田章   | 九段     | 196手·白中盘胜  |
| 第七局   | 1985年3月11日  | 东京日本棋院   | 小林光一 | 十段 | 江铸久   | 七段     | 140手·白中盘胜  |
| 第八局   | 1985年5月20日  | 北京体育馆     | 小林光一 | 十段 | 邵震中   | 七段     | 207手·黑中盘胜  |
| 第九局   | 1985年5月22日  | 北京体育馆     | 小林光一 | 十段 | 钱宇平   | 六段     | 214手·白中盘胜  |
| 第十局   | 1985年7月17日  | 东京日本棋院   | 小林光一 | 十段 | 曹大元   | 八段     | 242手·黑6目半胜 |
| 第十一局 | 1985年7月31日  | 北京体育馆     | 小林光一 | 十段 | 刘小光   | 八段     | 209手·白¼子胜   |
| 第十二局 | 1985年8月2日   | 北京体育馆     | 小林光一 | 十段 | 马晓春   | 九段     | 177手·黑中盘胜  |
| 第十三局 | 1985年8月27日  | 热海暖海庄饭店 | 聂卫平   | 九段 | 小林光一 | 十段     | 272手·黑2目半胜 |
| 第十四局 | 1985年8月29日  | 东京日本棋院   | 聂卫平   | 九段 | 加藤正夫 | 王座     | 250手·白4目半胜 |
| 第十五局 | 1985年11月20日 | 北京体育馆     | 聂卫平   | 九段 | 藤泽秀行 | 名誉棋圣 | 245手·黑1¾子胜  |

中国队以8比7获胜。

### 第二届
| 局次     | 时间          | 地点             | 获胜棋手 | 段位 | 失利棋手 | 段位   | 结果            |
| -------- | ------------- | ---------------- | -------- | ---- | -------- | ------ | --------------- |
| 第一局   | 1986年3月21日 | 东京日本棋院     | 芮迺伟   | 七段 | 楠光子   | 七段   | 221手·黑中盘胜  |
| 第二局   | 1986年3月23日 | 东京日本棋院     | 芮迺伟   | 七段 | 森田道博 | 三段   | 218手·白中盘胜  |
| 第三局   | 1986年4月20日 | 上海体育俱乐部   | 今村俊也 | 七段 | 芮迺伟   | 七段   | 266手·白中盘胜  |
| 第四局   | 1986年4月22日 | 上海体育俱乐部   | 今村俊也 | 七段 | 张璇     | 六段   | 145手·黑中盘胜  |
| 第五局   | 1986年5月31日 | 大阪箕面温泉旅馆 | 钱宇平   | 七段 | 今村俊也 | 七段   | 145手·黑中盘胜  |
| 第六局   | 1986年6月2日  | 大阪箕面温泉旅馆 | 小林觉   | 八段 | 钱宇平   | 七段   | 137手·黑中盘胜  |
| 第七局   | 1986年6月29日 | 深圳蛇口海上世界 | 小林觉   | 八段 | 邵震中   | 七段   | 257手·白1¼子胜  |
| 第八局   | 1986年7月1日  | 深圳蛇口海上世界 | 小林觉   | 八段 | 曹大元   | 八段   | 191手·黑中盘胜  |
| 第九局   | 1986年8月2日  | 东京日本棋院     | 小林觉   | 八段 | 江铸久   | 八段   | 154手·白中盘胜  |
| 第十局   | 1986年8月27日 | 北京中日围棋会馆 | 小林觉   | 八段 | 刘小光   | 八段   | 207手·黑中盘胜  |
| 第十一局 | 1986年8月29日 | 北京中日围棋会馆 | 马晓春   | 九段 | 小林觉   | 八段   | 235手·黑¾子胜   |
| 第十二局 | 1986年10月3日 | 东京日本棋院     | 片冈聪   | 八段 | 马晓春   | 九段   | 234手·黑1目半胜 |
| 第十三局 | 1986年12月4日 | 北京体育馆       | 聂卫平   | 九段 | 片冈聪   | 八段   | 251手·黑中盘胜  |
| 第十四局 | 1987年1月8日  | 箱根经团联迎宾馆 | 聂卫平   | 九段 | 山城宏   | 九段   | 259手·白7目半胜 |
| 第十五局 | 1987年1月10日 | 东京日本棋院     | 聂卫平   | 九段 | 酒井猛   | 九段   | 243手·黑5目半胜 |
| 第十六局 | 1987年3月31日 | 北京中日围棋会馆 | 聂卫平   | 九段 | 武宫正树 | 本因坊 | 白中盘胜        |
| 第十七局 | 1987年4月30日 | 东京私学会馆     | 聂卫平   | 九段 | 大竹英雄 | 九段   | 黑2目半胜       |

本届擂台赛中国队以9比8获得了胜利。

### 第三届
| 局次     | 时间           | 地点             | 获胜棋手 | 段位 | 失利棋手 | 段位   | 结果      |
| -------- | -------------- | ---------------- | -------- | ---- | -------- | ------ | --------- |
| 第一局   | 1987年5月2日   | 东京             | 杨晖     | 七段 | 小川诚子 | 四段   | 黑中盘胜  |
| 第二局   | 1987年5月4日   | 东京日本棋院     | 宫泽吾朗 | 七段 | 杨晖     | 七段   | 黑中盘胜  |
| 第三局   | 1987年6月10日  | 成都             | 刘小光   | 八段 | 宫泽吾朗 | 七段   | 黑中盘胜  |
| 第四局   | 1987年6月12日  | 成都             | 刘小光   | 八段 | 石井邦生 | 九段   | 白1¼子胜  |
| 第五局   | 1987年7月21日  | 日本广岛市       | 刘小光   | 八段 | 小林觉   | 八段   | 黑中盘胜  |
| 第六局   | 1987年7月23日  | 日本广岛市       | 刘小光   | 八段 | 工藤纪夫 | 九段   | 白1目半胜 |
| 第七局   | 1987年8月22日  | 哈尔滨黑龙江棋院 | 大平修三 | 九段 | 刘小光   | 八段   | 白¼子胜   |
| 第八局   | 1987年8月24日  | 哈尔滨黑龙江棋院 | 王群     | 八段 | 大平修三 | 九段   | 白中盘胜  |
| 第九局   | 1987年9月26日  | 日本名古屋       | 山城宏   | 九段 | 王群     | 八段   | 白5目半胜 |
| 第十局   | 1987年9月28日  | 东京日本棋院     | 山城宏   | 九段 | 钱宇平   | 九段   | 黑中盘胜  |
| 第十一局 | 1987年10月29日 | 太原             | 山城宏   | 九段 | 芮迺伟   | 八段   | 白中盘胜  |
| 第十二局 | 1987年10月31日 | 太原             | 山城宏   | 九段 | 江铸久   | 九段   | 黑中盘胜  |
| 第十三局 | 1987年12月20日 | 东京             | 山城宏   | 九段 | 曹大元   | 九段   | 白5目半胜 |
| 第十四局 | 1987年12月23日 | 东京             | 马晓春   | 天元 | 山城宏   | 九段   | 白中盘胜  |
| 第十五局 | 1988年2月9日   | 北京体育馆       | 马晓春   | 天元 | 武宫正树 | 本因坊 | 黑1¾子胜  |
| 第十六局 | 1988年3月12日  | 北京体育馆       | 加藤正夫 | 名人 | 马晓春   | 天元   | 黑中盘胜  |
| 第十七局 | 1988年3月14日  | 东京日本棋院     | 聂卫平   | 九段 | 加藤正夫 | 名人   | 黑中盘胜  |

本届擂台赛中国队以9比8获得了胜利。

### 第四届
| 局次   | 时间           | 地点             | 获胜棋手 | 段位 | 失利棋手 | 段位 | 结果      |
| ------ | -------------- | ---------------- | -------- | ---- | -------- | ---- | --------- |
| 第一局 | 1988年3月27日  | 北京中日围棋会馆 | 依田纪基 | 七段 | 俞斌     | 七段 | 白中盘胜  |
| 第二局 | 1988年3月29日  | 北京中日围棋会馆 | 依田纪基 | 七段 | 陈临新   | 七段 | 黑3¾子胜  |
| 第三局 | 1988年5月27日  | 日本北海道函馆市 | 依田纪基 | 七段 | 王群     | 八段 | 白中盘胜  |
| 第四局 | 1988年5月29日  | 日本北海道函馆市 | 依田纪基 | 七段 | 刘小光   | 名人 | 黑半目胜  |
| 第五局 | 1988年7月7日   | 厦门             | 依田纪基 | 七段 | 江铸久   | 九段 | 白中盘胜  |
| 第六局 | 1988年7月27日  | 厦门             | 依田纪基 | 七段 | 马晓春   | 九段 | 黑1目半胜 |
| 第七局 | 1988年10月16日 | 东京             | 聂卫平   | 棋圣 | 依田纪基 | 七段 | 黑6目半胜 |
| 第八局 | 1988年10月18日 | 东京             | 聂卫平   | 棋圣 | 淡路修三 | 九段 | 白6目半胜 |
| 第九局 | 1988年12月18日 | 广州             | 羽根泰正 | 九段 | 聂卫平   | 棋圣 | 白1¼子胜  |

本届擂台赛日本队以7比2获得了胜利，白石裕九段、大平修三九段、山城宏九段、武宮正树本因坊没有出场。

### 第五届
| 局次     | 时间           | 地点   | 获胜棋手 | 段位       | 失利棋手 | 段位       | 结果      |
| -------- | -------------- | ------ | -------- | ---------- | -------- | ---------- | --------- |
| 第一局   | 1989年5月16日  | 东京   | 杨士海   | 三段       | 依田纪基 | 七段       | 黑半目胜  |
| 第二局   | 1989年5月18日  | 东京   | 苑田勇一 | 九段       | 杨士海   | 三段       | 黑中盘胜  |
| 第三局   | 1989年11月4日  | 杭州   | 张文东   | 七段       | 苑田勇一 | 九段       | 黑1¾子胜  |
| 第四局   | 1989年11月6日  | 杭州   | 张文东   | 七段       | 羽根泰正 | 九段       | 白¼子胜   |
| 第五局   | 1989年12月23日 | 新加坡 | 张文东   | 七段       | 大平修三 | 九段       | 黑中盘胜  |
| 第六局   | 1989年12月25日 | 新加坡 | 山城宏   | 九段       | 张文东   | 七段       | 黑中盘胜  |
| 第七局   | 1990年2月23日  | 天津   | 俞斌     | 八段       | 山城宏   | 九段       | 黑1¾子胜  |
| 第八局   | 1990年2月25日  | 天津   | 俞斌     | 八段       | 石田芳夫 | 九段       | 白中盘胜  |
| 第九局   | 1990年3月13日  | 东京   | 坂田荣男 | 名誉本因坊 | 俞斌     | 八段       | 白2目半胜 |
| 第十局   | 1990年3月16日  | 东京   | 钱宇平   | 九段       | 坂田荣男 | 名誉本因坊 | 白4目半胜 |
| 第十一局 | 1990年7月1日   | 南京   | 钱宇平   | 九段       | 武宫正树 | 九段       | 黑2¾子胜  |

本届擂台赛中国队以8比3获得了胜利，江铸久九段、刘小光天元、马晓春名人、聂卫平棋圣没有出场。

### 第六届
| 局次     | 时间           | 地点                 | 获胜棋手 | 段位 | 失利棋手 | 段位 | 结果      |
| -------- | -------------- | -------------------- | -------- | ---- | -------- | ---- | --------- |
| 第一局   | 1991年3月22日  | 北京中日友好围棋会馆 | 郑弘     | 六段 | 小松英树 | 七段 | 黑中盘胜  |
| 第二局   | 1991年3月22日  | 北京                 | 郑弘     | 六段 | 小县真树 | 七段 | 白¼子胜   |
| 第三局   | 1991年5月27日  | 东京                 | 郑弘     | 六段 | 依田纪基 | 八段 | 黑3目半胜 |
| 第四局   | 1991年5月29日  | 东京                 | 片冈聪   | 九段 | 郑弘     | 六段 | 黑3目半胜 |
| 第五局   | 1991年7月3日   | 昆明                 | 片冈聪   | 九段 | 廖桂永   | 八段 | 白1¼子胜  |
| 第六局   | 1991年7月5日   | 昆明                 | 片冈聪   | 九段 | 梁伟棠   | 七段 | 黑中盘胜  |
| 第七局   | 1991年9月22日  | 东京日本棋院         | 张文东   | 八段 | 片冈聪   | 九段 | 黑1目半胜 |
| 第八局   | 1991年9月24日  | 东京                 | 淡路修三 | 九段 | 张文东   | 八段 | 黑半目胜  |
| 第九局   | 1991年10月31日 | 大连秀月酒店         | 淡路修三 | 九段 | 陈临新   | 八段 | 白2¼子胜  |
| 第十局   | 1991年11月2日  | 大连秀月酒店         | 俞斌     | 九段 | 淡路修三 | 九段 | 白中盘胜  |
| 第十一局 | 1991年12月18日 | 东京                 | 小林觉   | 九段 | 俞斌     | 九段 | 白4目半胜 |
| 第十二局 | 1991年12月20日 | 东京                 | 小林觉   | 九段 | 刘小光   | 九段 | 黑5目半胜 |
| 第十三局 | 1992年2月17日  | 北京天伦王朝酒店     | 聂卫平   | 棋圣 | 小林觉   | 九段 | 黑¾子胜   |
| 第十四局 | 1992年2月19日  | 北京                 | 聂卫平   | 棋圣 | 羽根泰正 | 九段 | 白中盘胜  |
| 第十五局 | 1992年3月30日  | 东京日本棋院         | 加藤正夫 | 九段 | 聂卫平   | 棋圣 | 白中盘胜  |

刘小光九段替代钱宇平九段出场，本届擂台赛日本队以8比7获得了胜利。

### 第七届
| 局次     | 时间           | 地点         | 获胜棋手 | 段位 | 失利棋手 | 段位 | 结果      |
| -------- | -------------- | ------------ | -------- | ---- | -------- | ---- | --------- |
| 第一局   | 1992年4月1日   | 东京日本棋院 | 小松英树 | 七段 | 刘菁     | 四段 | 黑3目半胜 |
| 第二局   | 1992年5月27日  | 武汉惠济饭店 | 小松英树 | 八段 | 吴肇毅   | 七段 | 白1¼子胜  |
| 第三局   | 1992年5月29日  | 武汉         | 郑弘     | 七段 | 小松英树 | 八段 | 白¼子胜   |
| 第四局   | 1992年7月21日  | 东京         | 依田纪基 | 八段 | 郑弘     | 七段 | 白中盘胜  |
| 第五局   | 1992年7月23日  | 东京         | 依田纪基 | 八段 | 张文东   | 八段 | 黑中盘胜  |
| 第六局   | 1992年11月26日 | 杭州新侨饭店 | 俞斌     | 九段 | 依田纪基 | 八段 | 黑5¾子胜  |
| 第七局   | 1992年11月28日 | 杭州         | 小林觉   | 九段 | 俞斌     | 九段 | 黑中盘胜  |
| 第八局   | 1993年2月2日   | 东京         | 马晓春   | 名人 | 小林觉   | 九段 | 黑7目半胜 |
| 第九局   | 1993年2月4日   | 东京         | 马晓春   | 名人 | 山城宏   | 九段 | 白2目半胜 |
| 第十局   | 1993年3月16日  | 北京中国棋院 | 马晓春   | 名人 | 片冈聪   | 九段 | 黑中盘胜  |
| 第十一局 | 1993年3月18日  | 北京         | 淡路修三 | 九段 | 马晓春   | 名人 | 黑3¾子胜  |
| 第十二局 | 1993年5月10日  | 东京         | 淡路修三 | 九段 | 聂卫平   | 棋圣 | 白半目胜  |

本届擂台赛日本队以7比5获得了胜利，大竹英雄十段没有出场。

### 第八届
| 局次   | 时间           | 地点           | 获胜棋手 | 段位 | 失利棋手 | 段位 | 结果       |
| ------ | -------------- | -------------- | -------- | ---- | -------- | ---- | ---------- |
| 第一局 | 1993年5月31日  | 北京           | 加藤充志 | 四段 | 周鹤洋   | 四段 | 白中盘胜   |
| 第二局 | 1993年6月2日   | 北京中国棋院   | 加藤充志 | 四段 | 邵炜刚   | 五段 | 黑1¾子胜   |
| 第三局 | 1993年7月19日  | 东京           | 加藤充志 | 四段 | 汪见虹   | 八段 | 白2目半胜  |
| 第四局 | 1993年7月21日  | 东京           | 加藤充志 | 四段 | 张文东   | 八段 | 黑11目半胜 |
| 第五局 | 1993年8月24日  | 上海嘉定围棋馆 | 陈临新   | 九段 | 加藤充志 | 四段 | 黑中盘胜   |
| 第六局 | 1993年8月26日  | 上海嘉定       | 陈临新   | 九段 | 结城聪   | 八段 | 白¼子胜    |
| 第七局 | 1993年11月12日 | 东京日本棋院   | 小松英树 | 八段 | 陈临新   | 九段 | 白中盘胜   |
| 第八局 | 1993年11月14日 | 东京           | 小松英树 | 八段 | 马晓春   | 名人 | 黑3目半胜  |
| 第九局 | 1993年12月6日  | 北京           | 聂卫平   | 棋圣 | 小松英树 | 八段 | 黑2¾子胜   |
| 第十局 | 1993年12月8日  | 北京           | 依田纪基 | 八段 | 聂卫平   | 棋圣 | 黑¾子胜    |

本届擂台赛日本队以7比3获得了胜利，山城宏九段、淡路修三九段、武宮正樹九段没有出场。

### 第九届
| 局次   | 时间           | 地点         | 获胜棋手   | 段位 | 失利棋手   | 段位 | 结果       |
| ------ | -------------- | ------------ | ---------- | ---- | ---------- | ---- | ---------- |
| 第一局 | 1994年3月23日  | 东京         | 山田规三生 | 六段 | 常昊       | 五段 | 黑中盘胜   |
| 第二局 | 1994年3月25日  | 东京         | 刘小光     | 九段 | 山田规三生 | 六段 | 黑10目半胜 |
| 第三局 | 1994年4月27日  | 广州         | 刘小光     | 九段 | 小松英树   | 八段 | 白中盘胜   |
| 第四局 | 1994年4月29日  | 广州         | 刘小光     | 九段 | 依田纪基   | 九段 | 黑中盘胜   |
| 第五局 | 1994年7月30日  | 东京         | 山城宏     | 九段 | 刘小光     | 九段 | 黑3目半胜  |
| 第六局 | 1994年8月1日   | 东京         | 山城宏     | 九段 | 陈临新     | 九段 | 白4目半胜  |
| 第七局 | 1994年10月28日 | 上海锦江饭店 | 曹大元     | 九段 | 山城宏     | 九段 | 白1¼子胜   |
| 第八局 | 1994年10月30日 | 上海         | 曹大元     | 九段 | 片冈聪     | 九段 | 黑中盘胜   |
| 第九局 | 1994年12月24日 | 东京         | 曹大元     | 九段 | 加藤正夫   | 九段 | 白2目半胜  |

本届擂台赛中国队以6比3获得了胜利，马晓春名人、聂卫平棋圣没有出场。

### 第十届
| 局次     | 时间           | 地点         | 获胜棋手 | 段位 | 失利棋手 | 段位 | 结果      |
| -------- | -------------- | ------------ | -------- | ---- | -------- | ---- | --------- |
| 第一局   | 1995年4月17日  | 北京中国棋院 | 华学明   | 七段 | 加藤朋子 | 四段 | 白中盘胜  |
| 第二局   | 1995年4月19日  | 北京中国棋院 | 三村智保 | 七段 | 华学明   | 七段 | 白中盘胜  |
| 第三局   | 1995年6月1日   | 东京         | 常昊     | 六段 | 三村智保 | 七段 | 白6目半胜 |
| 第四局   | 1995年6月3日   | 东京         | 常昊     | 六段 | 森田道博 | 七段 | 黑3目半胜 |
| 第五局   | 1995年7月13日  | 深圳         | 常昊     | 七段 | 柳时熏   | 天元 | 白中盘胜  |
| 第六局   | 1995年9月3日   | 东京         | 常昊     | 七段 | 小林觉   | 棋圣 | 黑中盘胜  |
| 第七局   | 1995年9月5日   | 日本         | 常昊     | 七段 | 林海峰   | 九段 | 白中盘胜  |
| 第八局   | 1995年12月26日 | 北京中国棋院 | 大竹英雄 | 九段 | 常昊     | 七段 | 白中盘胜  |
| 第九局   | 1995年12月28日 | 北京中国棋院 | 大竹英雄 | 九段 | 俞斌     | 九段 | 黑中盘胜  |
| 第十局   | 1996年1月28日  | 东京         | 大竹英雄 | 九段 | 刘小光   | 九段 | 白中盘胜  |
| 第十一局 | 1996年1月30日  | 东京         | 大竹英雄 | 九段 | 曹大元   | 九段 | 黑中盘胜  |
| 第十二局 | 1996年3月30日  | 北京         | 马晓春   | 名人 | 大竹英雄 | 九段 | 黑中盘胜  |

本届擂台赛中国队以7比5获得了胜利，聂卫平棋圣没有出场。

### 第十一届
| 局次   | 时间           | 地点 | 获胜棋手 | 段位 | 失利棋手 | 段位 | 结果      |
| ------ | -------------- | ---- | -------- | ---- | -------- | ---- | --------- |
| 第一局 | 1996年5月30日  | 东京 | 丰云     | 八段 | 西田荣美 | 四段 | 黑中盘胜  |
| 第二局 | 1996年6月1日   | 东京 | 羽根直树 | 六段 | 丰云     | 八段 | 黑中盘胜  |
| 第三局 | 1996年7月18日  | 大连 | 羽根直树 | 六段 | 王磊     | 六段 | 白2¼子胜  |
| 第四局 | 1996年7月20日  | 大连 | 常昊     | 七段 | 羽根直树 | 六段 | 白1¼子胜  |
| 第五局 | 1996年10月5日  | 东京 | 常昊     | 七段 | 王立诚   | 王座 | 黑4目半胜 |
| 第六局 | 1996年10月7日  | 东京 | 常昊     | 七段 | 柳时熏   | 天元 | 白中盘胜  |
| 第七局 | 1996年11月10日 | 北京 | 常昊     | 七段 | 依田纪基 | 十段 | 黑2¾子胜  |
| 第八局 | 1996年12月25日 | 东京 | 常昊     | 七段 | 小林觉   | 九段 | 白1目半胜 |
| 第九局 | 1996年12月27日 | 东京 | 常昊     | 七段 | 大竹英雄 | 九段 | 黑中盘胜  |

本届擂台赛中国队以7比2获得了胜利，刘小光九段、张文东九段、曹大元九段、马晓春名人没有出场。

## 擂台赛全数据统计
总比分为中方7:4胜出 
中方出场27人，为：
- 聂卫平 入选10届，出场7届，胜14局，负4局 77.8%
- 马晓春 入选10届，出场7届，胜7局，负6局 53.8%
- 曹大元 入选6届，出场5届，胜3局，负4局 42.9%
- 刘小光 入选9届，出场7届，胜7局，负7局 50%（其中第六届顶替生病的钱宇平）
- 汪见虹 入选2届，出场2届，胜0局，负2局 0%
- 江铸久 入选5届，出场4届，胜5局，负4局 55.6%
- 邵震中 入选2届，出场2届，胜0局，负2局 0%
- 钱宇平 入选4届，出场4届，胜3局，负3局 50%
- 芮迺伟 入选2届，出场2届，胜2局，负2局 50%
- 张璇   入选1届，出场1届，胜0局，负1局 0%
- 杨晖   入选1届，出场1届，胜1局，负1局 50%
- 王群   入选2届，出场2届，胜1局，负2局 33.3%
- 俞斌   入选5届，出场5届，胜4局，负5局 44.4%
- 陈临新 入选4届，出场4届，胜2局，负4局 33.3%
- 杨士海 入选1届，出场1届，胜1局，负1局 50%
- 张文东 入选5届，出场4届，胜4局，负4局 50%
- 郑弘   入选2届，出场2届，胜4局，负2局 66.7%
- 廖桂永 入选1届，出场1届，胜0局，负1局 0%
- 梁伟棠 入选1届，出场1届，胜0局，负1局 0%
- 刘菁   入选1届，出场1届，胜0局，负1局 0%
- 吴肇毅 入选1届，出场1届，胜0局，负1局 0%
- 周鹤洋 入选1届，出场1届，胜0局，负1局 0%
- 邵炜刚 入选1届，出场1届，胜0局，负1局 0%
- 常昊   入选3届，出场3届，胜11局，负2局 84.6%
- 华学明 入选1届，出场1届，胜1局，负1局 50%
- 王磊   入选1届，出场1届，胜0局，负1局 0%
- 丰芸   入选1届，出场1届，胜1局，负1局 50%

日方出场37人，为：
- 依田纪基 入选8届，出场8届，胜10局，负7局 58.8%
- 小林  觉 入选7届，出场7届，胜8局，负7局 53.3%
- 淡路修三 入选5届，出场4届，胜4局，负3局 57.1%
- 片冈  聪 入选5届，出场5届，胜4局，负5局 44.4%
- 石田  章 入选1届，出场1届，胜0局，负1局 0%
- 小林光一 入选1届，出场1届，胜6局，负1局 85.7%
- 加藤正夫 入选4届，出场4届，胜2局，负3局 40%
- 藤泽秀行 入选1届，出场1届，胜0局，负1局 0%
- 楠  光子 入选1届，出场1届，胜0局，负1局 0%
- 森田道博 入选2届，出场2届，胜0局，负2局 0%
- 今村俊也 入选1届，出场1届，胜2局，负1局 66.7%
- 山城  宏 入选7届，出场5届，胜8局，负5局 61.5%
- 酒井  猛 入选1届，出场1届，胜0局，负1局 0%
- 武宫正树 入选5届，出场3届，胜0局，负3局 0%
- 大竹英雄 入选4届，出场3届，胜4局，负3局 57.1%
- 小川诚子 入选1届，出场1届，胜0局，负1局 0%
- 宫泽吾郎 入选1届，出场1届，胜1局，负1局 50%
- 石井邦生 入选1届，出场1届，胜0局，负1局 0%
- 工藤纪夫 入选1届，出场1届，胜0局，负1局 0%
- 大平修三 入选3届，出场2届，胜1局，负2局 33.3%
- 羽根泰正 入选3届，出场3届，胜1局，负2局 33.3%
- 白石  裕 入选1届，出场0届，胜0局，负0局——
- 苑田勇一 入选1届，出场1届，胜1局，负1局 50%
- 石田芳夫 入选1届，出场1届，胜0局，负1局 0%
- 坂田荣男 入选1届，出场1届，胜1局，负1局 50%
- 小松英树 入选4届，出场4届，胜4局，负4局 50%
- 小县真树 入选1届，出场1届，胜0局，负1局 0%
- 加藤充志 入选1届，出场1届，胜4局，负1局 80%
- 结城聪   入选1届，出场1届，胜0局，负1局 0%
- 山田规三生 入选1届，出场1届，胜1局，负1局 50%
- 加藤朋子 入选1届，出场1届，胜0局，负1局 0%
- 三村智保 入选1届，出场1届，胜1局，负1局 50%
- 柳  时熏 入选2届，出场2届，胜0局，负2局 0%
- 林  海峰 入选1届，出场1届，胜0局，负1局 0%
- 西田荣美 入选1届，出场1届，胜0局，负1局 0%
- 羽根直树 入选1届，出场1届，胜2局，负1局 66.67%
- 王  立诚 入选1届，出场1届，胜0局，负1局 0%

双方共赛136局，中方以71:65胜出 52.2% 

### 从数字看十一届擂台赛（二）
双方入选棋手中
中方            日方 
九段：9人  39人次     22人  53人次 
八段：17人次          8人次 
七段：19人次          10人次 
六段：3人次           5人次 
五段：2人次           1人次 
四段：2人次           4人次 
三段：1人次           1人次
女棋手：5人  6人次      4人  4人次 
其中女棋手间比赛4局，中方全胜。
连胜记录（3局以上）: 
1st：江铸久   5        小林光一  6     聂卫平  3 
2nd：小林觉   5        聂卫平    5 
3rd：刘小光   4        山城宏    5 
4th：依田纪基 6 
5th：张文东   3 
6th：郑弘     3        片冈聪    3 
7th：马晓春   3 
8th：加藤充志 4 
9th：刘小光   3        曹大元    3 
10th：常昊     5        大竹英雄  4 
11th：常昊     6 
综合连胜：聂卫平 11（一，二，三，四届）
不胜棋手：
中方：10人 
日方：18人（白石裕未曾出场，不计）
年龄最大者：坂田荣男76岁 
年龄最小者：刘菁16岁
胜率最高：小林光一 85.7%       常昊 84.6% 
获胜最多：聂卫平  14   常昊  11  依田纪基 10 
负局最多：依田纪基，小林觉，刘小光 7 
出场最多：聂卫平 18  依田纪基  17  小林觉  15 刘小光 14  马晓春  13  常昊  13 山城宏 13 
结束擂台者：聂卫平 3届  马晓春，曹大元，钱宇平，常昊，依田纪基，淡路修三，加藤正夫，羽根泰正 各1届 
先锋战：中方以6:5险胜（其中女先锋胜4届）
主将战：中方以3:1胜（聂卫平出场4次对：藤泽秀行，大竹英雄，加藤正夫2次）

## 30周年纪念赛
2015年8月8日、10日，“巅峰布局o棋商论道”新财富杯中日围棋擂台赛30周年纪念赛在浙江长兴大唐贡茶院举行。
| 时间                | 中国   | 1-4 | 日本     |
| ------------------- | ------ | --- | -------- |
| 8月8日 13:00-16:30  | 聂卫平 | 胜  | 武宫正树 |
| 8月8日 13:00-16:30  | 俞斌   | 负  | 今村俊也 |
| 8月10日 13:00-16:30 | 马晓春 | 负  | 小林觉   |
| 8月10日 13:00-16:30 | 常昊   | 负  | 依田纪基 |
| 8月10日 13:00-16:30 | 江铸久 | 负  | 山城宏   |